# Willibald Rausch
Willibald Rausch (1835 – 1900) war ein bayerischer Lehrer und Abgeordneter.
Rausch unterrichtete an einem Gymnasium in Freising. Am 6. Juli 1878 rückte er für den ausgeschiedenen Josef Seiz als Abgeordneter in die Kammer der Abgeordneten des Bayerischen Landtags nach, dem er bis 1881 angehörte.